# 蓋斯城 (印地安納州)
蓋斯城（英語：Gas City）是一個位於美國印地安納州格蘭特縣的城市。

## 人口
根據2010年美國人口普查的數據，蓋斯城的面積為12.55平方千米，當中陸地面積為12.55平方千米，而水域面積為0.00平方千米。當地共有人口5,965人，而人口密度為每平方千米475.3人。